# Турецкая береговая охрана
Турецкая береговая охрана, официально Командование береговой охраны (тур. Sahil Güvenlik Komutanlığı) — служба береговой охраны Турции. В мирное время береговая охрана находится под командованием министерства внутренних дел Турции, однако в критических ситуациях и во время войны переходит под командование ВМС Турции.

## Краткая история
В 1859 году в Османской империи была создана Стамбульская таможенная служба, которая занималась защитой побережья Стамбула и борьбой против контрабанды (по аналогии со службами приморских провинций Османской империи). В 1886 году сформирован Береговой корпус жандармерии. После становления современной Турецкой Республики в 1932 году согласно закону № 1917 было создано Главное таможенное управление при Генеральном штабе Вооружённых сил Турции, которое занималось борьбой против морской контрабанды и обеспечением безопасности территориальных вод. В 1956 году все обязанности передали Генеральному штабу Вооружённых сил.
13 июля 1982 года по закону № 2692 было создано Командование береговой охраны Турции, приступившее к исполнению обязанностей с 1 сентября 1982 года. С 1 января 1985 года Командование береговой охраны подчинялось Министерству внутренних дел Турции. 24 июня 2003 года в официальной газете T.C. Resmi Gazete было объявлено о создании независимого командования Турецкой береговой охраны. 25 июля 2015 года согласно указу № 668 Турецкая береговая охрана окончательно была выведена из ведомства Вооружённых сил Турции и была передана МВД: только на время войны и чрезвычайных ситуаций береговая охрана переходила в ведомство Вооружённых сил Турции. Совет министров также постановил, что будет определять, какие подразделения будут во время военного положения переходить в распоряжение ВС Турции, отменив тем самым распоряжение от 1982 года о полном переходе Береговой охраны под командование войск.

## Структура
Турецкая береговая охрана отвечает за поддержку порядка в территориальных водах Турецкой Республики и у её побережья, предотвращая любые преступные действия в зоне своей ответственности, а также является главной организацией Турции, которая занимается координацией поисково-спасательных операций. Численность — 5500 человек личного состава. 
Структура включает четыре командования береговой охраны районов (Чёрного, Мраморного, Эгейского и Средиземного морей) и командование группы морской авиации.
В том числе:
- командование района Чёрного моря (командования групп районов Трабзон, Самсун, Амасра);
- командование района Мраморного моря и проливов (командования групп районов Стамбул, Чанаккале);
- командование района Эгейского моря (командования групп районов Измир, Мармарис);
- командование района Средиземного моря (командования групп районов Анталья, Мерсин, Искендерун).

Кроме этого, командованию береговой охраны Турции подчиняются авиационное командование БОХР, учебное командование БОХР, а также командование центра переподготовки БОХР.
Авиационное командование включает в себя одну авиационную и одну вертолётную эскадрильи.
Численность личного состава береговой охраны Турции составляет около 1100 человек.

## Обязанности
Командование береговой охраны Турции было образовано в составе Министерства внутренних дел указом № 2692 от 9 июля 1982 года (прежде оно было в ведомстве исключительно Вооружённых сил Турции) как служба безопасности, выполнявшая ряд задач — обеспечение безопасности побережья Турции, территориальных вод и внутренних водных ресурсов (Мраморное море, проливы Босфор и Дарданеллы), портов и гаваней; реализация прав и полномочий Турции на море согласно национальному и международному морскому праву в случаях, не входящих в компетенцию Военно-морских сил Турции; предотвращать и устранять все угрозы морской контрабанды. Полный список миссий выглядит следующим образом:
- Обеспечивать безопасность побережья и территориальных вод Турции.
- Обеспечивать безопасность жизни и имущества на море.
- Предпринимать меры по нейтрализации взрывных устройств и подозрительных объектов, обнаруженных у побережья и в море, и информировать об этом власти.
- Следить за условиями работы вспомогательных средств навигации и сообщать о нарушениях и неполадках соответствующим органам.
- Разоружать беженцев, входящих в территориальные воды, и передавать их соответствующим органам.
- Бороться против любых видов морской контрабанды.
- Предотвращать нарушения судами законов радиосвязи, прохода, становления на якорь, швартовки, рыбной ловли, ныряния и поднятия флага.
- Проводить проверки в сфере рыболовства.
- Проводить санитарные проверки во избежание загрязнения акватории.
- Предотвращать контрабанду антиквариата и ценных предметов путём проверки ныряльщиков.
- Организовывать поисково-спасательные операции в соответствии с Международной конвенцией по поиску и спасанию на море.
- Инспектировать яхт-туризм.
- Участвовать в операциях по защите государственной целостности и суверенитета Турции под командованием Военно-морских сил Турции.

## Снаряжение
Надводное патрулирование осуществляют 52 патрульных и малых корабля. Наиболее эффективными из них являются 14 поисково-спасательных кораблей турецкого производства (водоизмещение по 220 т). Немецкие корабли водоизмещением 70 и 150 т были в составе охраны до середины 1990-х годов. Ведётся реализация плана строительства восьми кораблей водоизмещением от 350 до 400 т и 48 кораблей водоизмещением от 180 до 300 т.
| Турецкая береговая охрана |                                                                     |
| Надводные корабли         |                                                                     |
| 4                         | Поисково-спасательные суда (1700 т)                                 |
| 14                        | Корабли берегового охранения проекта 80 (195 т)                     |
| 14                        | Корабли берегового охранения типа «Тёркиш» (180 т)                  |
| 4                         | Корабли проекта SAR-35 (210 т)                                      |
| 10                        | Корабли проекта SAR-33 (180 т)                                      |
| 13                        | Патрульные корабли проекта KAAN-33 (113 т)                          |
| 9                         | Патрульные корабли проекта KAAN-29 (97 т)                           |
| 1+17                      | Патрульные корабли проекта KAAN-20 (30 т)                           |
| 18                        | Патрульные корабли проекта KAAN-15 (21 т)                           |
| 8                         | Корабли проекта KW-15 (70 т)                                        |
| 12                        | Дозорные катера берегового охранения (29 т)                         |
| n/a                       | Суда управления (резиновые надувные лодки)                          |
| n/a                       | Отряды береговой безопасности и спасения (резиновые надувные лодки) |
| n/a                       | Отряды береговой охраны и безопасности (резиновые надувные лодки)   |
| Самолёты                  |                                                                     |
| 3                         | CASA CN-235                                                         |
| Вертолёты                 |                                                                     |
| 14                        | Agusta-Bell AB-412                                                  |

## Знаки различия

### Адмиралы и офицеры
| Категории               | Адмиралы      | Адмиралы  | Офицеры            | Офицеры            | Офицеры            | Офицеры            | Офицеры           | Офицеры   |  |
| ----------------------- | ------------- | --------- | ------------------ | ------------------ | ------------------ | ------------------ | ----------------- | --------- |  |
|                         |               |           |                    |                    |                    |                    |                   |           |  |
| Турецкое звание         | Tümamiral     | Tuğamiral | Albay              | Yarbay             | Binbaşı            | Yüzbaşı            | Üsteğmen          | Teğmen    |  |
| Российское соответствие | Контр-адмирал | нет       | Капитан 1-го ранга | Капитан 2-го ранга | Капитан 3-го ранга | Капитан- лейтенант | Старший лейтенант | Лейтенант |  |

### Сержанты и матросы
| Категории               | Подофицеры                | Подофицеры        | Подофицеры                | Подофицеры        | Подофицеры             | Подофицеры     |
| ----------------------- | ------------------------- | ----------------- | ------------------------- | ----------------- | ---------------------- | -------------- |
|                         |                           |                   |                           |                   |                        |                |
| Турецкое звание         | Astsubay Kıdemli Başçavuş | Astsubay Başçavuş | Astsubay Kıdemli Üstçavuş | Astsubay Üstçavuş | Astsubay Kıdemli Çavuş | Astsubay Çavuş |
| Российское соответствие | нет                       | нет               | нет                       | нет               | нет                    | нет            |